# Авив Некресский
Авив Некресский, или Абиб Кахетинский (груз. აბიბოს ნეკრესელი; 510 — ок. 570) — восточно-христианский монах, ученик Иоанна Зедазнийского, пришедший с ним из Антиохии в Иверию с проповедью христианства; один из 13 сирийских отцов. Священномученик, епископ Некресский (в Кахетии).
Пришёл по просьбе царя Парсмана VI и Католикоса-Архиепископа Евлавия с учителем и его учениками в Картли в середине VI века и поселился на горе Зедазени, служил диаконом в основанном учителем Зедазенском монастыре.
Занимался активной миссионерской деятельностью, ходил по городам и сёлам, истребляя суеверия, обратил в христианство кахетинцев Арагвиспири (ныне Душетский муниципалитет Мцхета-Мтианети), призывал народ крепко держаться христианстианской веры. Боролся против влияния официальной религии Ирана (Зороастризма). Недалеко от Некресской церкви святитель потушил водой свящённой огненное капище, которому поклонялись зороастрийцы.
Основал монастырь. Стал епископом Некресским. Персидский правитель, обеспокоенный успешной проповедью святителя, приказал доставить епископа к себе. Вооружённые палицами воины, связав преподобного, повели его к правителю. В пути Авив Некресский выдержал многие оскорбления и побои со стороны воинов. Добравшись до цели, он был посажен в темницу и обвинён в том, что погасив огонь, он «убил Бога». При огромном стечении народа сатрап предложил святителю отказаться от христианской веры, на что получил отказ. Авив Некресский убедительно доказал несостоятельность
зороастризма, приведя в качестве доказательства пример бессилия огня перед другими стихиями природы и обвинил правителя в идолопоклонстве, за что был подвергнут бичеванию и страшным пыткам, но это не поколебало святого. Тогда правитель приказал казнить святителя. Он был забит камнями, его тело протащили через весь город и бросили на растерзание зверям и хищным птицам. Тело блаженного долго лежало за городом, но ни звери, ни птицы, ни тление не коснулись святых мощей. Позже монахи тайно унесли мощи святого и с честью погребли на территории монастыря Самтавро.
Ссылки на Авива Некресского включены в тексты жизней других сирийских отцов. Отдельная работа по Авива Некресского, составленная в VI—VII веках, до нас не дошла. Сохранился текст «Жизни» святого, основанный на работах католикоса Картли Арсена I Великого.
Память в Православной церкви — 7 (20) мая (по юлианскому календарю) и 29 ноября (12 декабря), в Католической церкви — 12 и 29 ноября.
Почитается одним из основателей грузинского монашества.